# Amphicorina perkinsi
Amphicorina perkinsi är en ringmaskart som beskrevs av Capa och López 2004. Amphicorina perkinsi ingår i släktet Amphicorina och familjen Sabellidae. Inga underarter finns listade i Catalogue of Life.